# Amblymora fumosa
Amblymora fumosa là một loài bọ cánh cứng trong họ Cerambycidae.